# Dronning (skak)
 For alternative betydninger, se Dronning (flertydig). (Se også artikler, som begynder med Dronning)
|   | a  | b  | c  | d  | e  | f  | g  | h  |   |
| 8 | a8 | b8 | c8 | d8 | e8 | f8 | g8 | h8 | 8 |
| 7 | a7 | b7 | c7 | d7 | e7 | f7 | g7 | h7 | 7 |
| 6 | a6 | b6 | c6 | d6 | e6 | f6 | g6 | h6 | 6 |
| 5 | a5 | b5 | c5 | d5 | e5 | f5 | g5 | h5 | 5 |
| 4 | a4 | b4 | c4 | d4 | e4 | f4 | g4 | h4 | 4 |
| 3 | a3 | b3 | c3 | d3 | e3 | f3 | g3 | h3 | 3 |
| 2 | a2 | b2 | c2 | d2 | e2 | f2 | g2 | h2 | 2 |
| 1 | a1 | b1 | c1 | d1 | e1 | f1 | g1 | h1 | 1 |
|   | a  | b  | c  | d  | e  | f  | g  | h  |   |

Dronningen, også kaldet damen, er den stærkeste brik i skak. Den kan både flytte som et tårn og som en løber. Dvs. den kan flytte lodret, vandret eller diagonalt så mange pladser som ønsket. Dronningen må dog ikke springe over andre brikker.
Den hvide dronning starter på d1, medens den sorte dronning starter på d8. Dronningen starter altså altid på et felt af samme farve, som den selv har.
På grund af sin store værdi anvendes dronningen ofte først i midtspillet, da den er for sårbar i åbningsspillet. Dens store styrke er sommetider en akilleshæl, fordi den er tvunget til at flytte sig, så snart den bliver truet af selv den ringeste brik, som den ikke kan tillade sig at lade sig blive slået af. Af samme grund kan en dronning kun slå brikker af lavere værdi, hvis disse er helt ubeskyttede, medmindre der er tale om et "dronningeoffer" for at opnå en afgørende fordel.
Afbytningen af de to dronninger markerer ofte starten på slutspillet.
Dronningen kan komme i spil igen, når en bonde opnår at blive forvandlet. Som oftest vil man vælge at forvandle bonden til en dronning for at opnå den størst mulige materielle styrke.
I teorien kan man maksimalt have 9 dronninger igennem spillet (1 dronning fra start + 8 bondeforvandlinger).